# Äpfelgschwendt
Äpfelgschwendt ist seit dem 1. Jänner 1964 eine unbewohnte Katastralgemeinde von Göpfritz an der Wild in Niederösterreich mit einer Grundfläche von 568,90 Hektar. Um den Truppenübungsplatz Döllersheim anlegen zu können, wurden ab 1938 die Bewohner ausgesiedelt. Zur Ortschaft gehörten auch Neunzen und Teufelmühle.
Am Ort befindet sich heute die Helibase Äpfelgschwendt des Österreichischen Bundesheeres.

## Geschichte
Das Straßendorf Äpfelgschwendt lag östlich von Edelbach, wohin der Ort auch eingepfarrt und eingeschult war, auf einer Hochfläche an einem Quellbach der Taffa.
Äpfelgschwendt wurde erstmals 1175 anlässlich einer Schenkung des Marquard von Tige an das Stift Zwettl erwähnt, die unter anderem ein Hainricus de Hepfengeswende bezeugt. Herzog Leopold VI. bestätigte 1201 Stift Zwettl den Besitz von vier Huben in Hepfengeswente. 1282 wird letztmals in Urkunden des Stifts Zwettl das Rittergeschlecht von Hepfengswendt genannt. 1530 wurde Äpfelgschwendt gemeinsam mit Neunzen vom Stift Zwettl verkauft.
Der Ort wurde 1480 von den Böhmen und 1645 von den Schweden niedergebrannt.

1658 erwarb Joachim Freiherr von Windhag das aus vier öden und einem gestifteten Haus bestehende Apfelgschwendt.

1753 wurde die Ortskapelle errichtet.
Die Pfarre Altpölla führte ab 1629 die Kirchenbücher mit den Geburten und ab 1638 auch jene mit den Trauungen und Sterbefällen. Ab 1676 wurden entsprechende Aufzeichnungen aber auch von der Pfarre Edelbach geführt, ohne dass der Anlass dafür nachvollziehbar wäre. Mit der Auflösung der Pfarre Edelbach infolge der Aussiedlung wurden die Matriken der Pfarre Stift Zwettl zur Aufbewahrung übergeben.
Im Jahr 1822 wurde der Ort als Dorf mit 23 Häusern vermerkt, das nach Neupölla eingepfarrt war; auch die Kinder wurden in Neupölla eingeschult. Die Ortsobrigkeit besaß die Herrschaft Horn und Rosenburg, der auch die Konskription oblag. Die Landgerichtsbarkeit übte die Herrschaft Großpoppen aus. Neben Horn und Rosenburg verfügten weiters die Herrschaften Greillenstein, Altpölla, Burgschleinitz, Großpoppen und Maigen im Ort über Untertanen und Grundholden.
Laut Adressbuch von Österreich waren im Jahr 1938 in der Ortsgemeinde Äpfelgschwendt ein Gastwirt, ein Gemischtwarenhändler, ein Landesproduktehändler, ein Schmied, ein Viehhändler, ein Viktualienhändler und mehrere Landwirte ansässig. Am 29. April des Jahres 1938 wurde im Ort eine Adolf-Hitler-Eiche gepflanzt.

Um den Truppenübungsplatz Döllersheim errichten zu können, wurde der Bevölkerung von Äpfelgschwendt von den nationalsozialistischen Machthabern bis zum 1. April 1939 Zeit gegeben, den aus 45 Häusern bestehenden Ort zu verlassen.
In dem bei Äpfelgschwendt gelegenen Belgiertal oder auch Belgierschlucht wurden während des Zweiten Weltkriegs Soldaten der Wehrmacht von SS-Angehörigen hingerichtet.
Im Raum Äpfelgschwendt wurde vom Bundesheer die Helibase Äpfelgschwendt, ein Hubschrauberstützpunkt, errichtet.

### Teufelsmühle
Die Teufelsmühle war eine nach Äpfelgschwendt eingemeindete Sägemühle an der Taffa, die nur über eine steile und kurvige Straße zu erreichen war.